# Manuel de Santjust i de Pagès
Manuel de Santjust i de Pagès   (c. 23 de setembre de 1648 - l'Ametlla del Vallès, 18 de juny de 1720) fou bisbe de Vic entre 1710 i 1717. Fill de Francesc de Santjust, senyor del castell d'Albons, va fer carrera eclesiàstica i política des de ben jove. Nomenat canonge prior de la catedral de Santa Maria de Tortosa i posteriorment canceller del Principal de Catalunya, va optar pel bàndol austriacista durant la Guerra de Successió, com altres membres de la seva família. Per aquesta filiació va perdre el seu càrrec de bisbe de Vic (seu que va quedar anys vacant i que posteriorment seria regida per religiosos afins als borbònics).